# 家用电脑

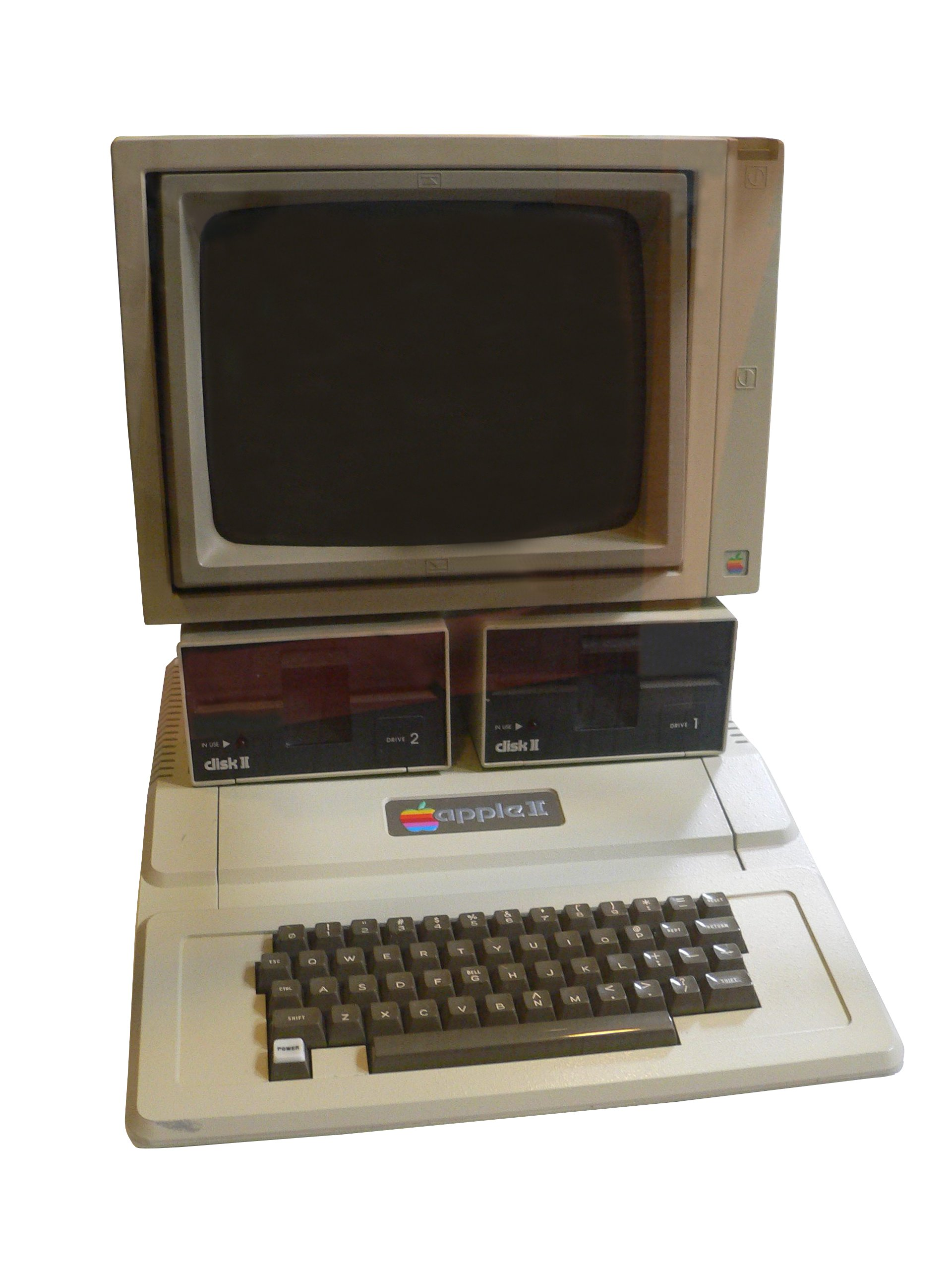
1977年上市的Apple II，圖上包括主機與另售的Disk II軟式磁碟機與蘋果監視器

家用电脑是个人电脑的一种，於1977年投入市场，并在1980年代日益普及。其市场定位为更加贴近消费者，同时比遊戲機功能更强的个人电脑。这些电脑的售价一般要较当时的为商业、科学或工程用途设计的个人台式电脑廉价许多，但通常在存储以及扩展性上也逊色一些。不过，与商用个人电脑比起来，家用电脑的图形与声音处理能力往往更胜一筹。通常，家用电脑是被用作学习、游戏及文字处理等用途。
在大众媒体上，关于早期家用电脑的广告充斥着在家庭中实际使用的可能性，从编目食谱到个人理财到家庭自动化，但在实践中很少实现。例如，使用典型的 20 世纪 80 年代家庭计算机作为家庭自动化设备，需要计算机始终保持通电并专用于此任务。个人财务和数据库使用需要繁琐的数据输入。
相比之下，专业电脑印刷机的广告往往只是简单地列出规格。 如果没有打包的软件可用于特定应用程序，家庭计算机用户可以对一个程序进行编程，前提是他们投入了必要的时间来学习计算机编程，以及其系统的特性。由于大多数系统都附带了系统ROM中包含的BASIC编程语言，因此用户很容易开始创建自己的简单应用程序。许多用户发现编程是一种有趣而有益的体验，也是对数字技术世界的一个很好的介绍。
一旦 IBM PC 兼容产品在家庭中广泛使用，"业务"和"家庭"计算机细分市场之间的界限就变得模糊或完全消失，因为现在这两类计算机通常使用相同的处理器架构、外围设备、操作系统和应用程序。通常，唯一的区别是购买它们的销售渠道。家庭计算机时代的另一个变化是，曾经共同编写自己的软件程序的努力几乎从家庭计算机使用中消失了。

## 开发背景
早在1965年，一些实验项目，如吉姆萨瑟兰的ECHO 4，探索了计算机在家里的可用性。1969年，霍尼韦尔厨房电脑作为奢侈品被推销，开创了家庭计算时代，但没有售出。
由于从1971年开始大规模生产微处理器，计算机在1970年代变得为大众买得起。早期的微型计算机，如Altair 8800，有前置开关和诊断灯（昵称"闪烁灯"），以控制和指示内部系统状态，并经常以套件形式出售给业余爱好者。这些套件将包含一个空印刷电路板，买方将用集成电路、其他单独的电子元件、电线和连接器填充该电路板，然后手动焊接所有连接。
到1982年，估计有621,000台家用电脑在美国家庭中，平均销售价格为530美元（相当于2018年的1,376美元）。 1977年Radio Shack TRS-80，Commodore PET和Apple II取得成功后，几乎所有消费电子产品制造商都纷纷推出家用电脑。在20世纪70年代末和80年代初期，大量新型机器开始出现。美泰，Coleco，德州仪器和Timex在20世纪80年代早期，所有这些都没有与计算机行业有任何关联，所有这些都有短命的家用电脑线路。一些家用电脑更成功--BBC Micro，Sinclair ZX Spectrum，Atari 800XL和Commodore 64，多年来销售了许多设备并吸引了第三方软件开发。
几乎普遍，家庭计算机有一个BASIC解释器与一个行编辑器在永久只读内存，人们可以用它来键入BASIC程序，并立即执行它们或将它们保存到磁带或磁盘。在直接模式下，BASIC 解释器还用作用户界面，并给定加载、保存、管理和运行文件等任务。一个例外是木星王牌，它有一个Forth解释器，而不是BASIC。内置编程语言被视为这个时代任何计算机的要求，是将家用计算机与视频游戏机分开的主要功能。
不过，家用电脑与游戏机在同一市场上竞争。家用电脑通常被视为比控制台更高端的购买，增加了仍然主要是游戏设备的能力和生产力潜力。一个常见的营销策略是展示计算机系统和控制台并排玩游戏，然后通过显示运行用户创建的程序，教育软件，文字处理，电子表格和其他应用程序来强调计算机的更大能力，同时游戏控制台显示空白屏幕或继续播放相同的重复游戏。家用计算机的另一个功能是缺少时间的游戏控制台是通过添加串行端口接口，调制解调器和通信软件来通过电话线访问远程服务的能力。虽然它可能成本很高，但它允许计算机用户访问诸如Compuserve和私人或公司公告板系统之类的服务来发布或阅读消息，或下载或上传软件。一些爱好者拥有配备大容量存储容量的电脑和专用电话线自己操作的公告板。这种能力使互联网预计将近二十年。
1980年，Kilobaud Microcomputing的出版商Wayne Green建议公司在其广告中避免使用“家用电脑”一词，“我认为销售是自我限制的......我更喜欢『微型计算机』一词，因为它没有限制在潜在客户的想象中使用设备”。除了Tandy，大多数计算机公司 - 甚至那些对家庭用户有大部分销售额的计算机公司 - 同意，因为它与计算机的形象相关联而避免使用“家用计算机”一词。写道，“一款主要适合玩游戏的低功耗，低端机器”。尽管与IBM的PCjr家用电脑竞争，苹果一直避免说它是一家家用电脑公司，并将IIc描述为“严肃家庭用户的严肃计算机”。约翰斯卡利否认他的公司卖掉了家用电脑;相反，他说，苹果公司出售“用于家庭的电脑”。据报道，该公司于1990年拒绝在其低成本的Macintosh LC和IIsi计算机上支持操纵杆，以防止客户将其视为“游戏机”。
- 蘋果電腦的Apple II

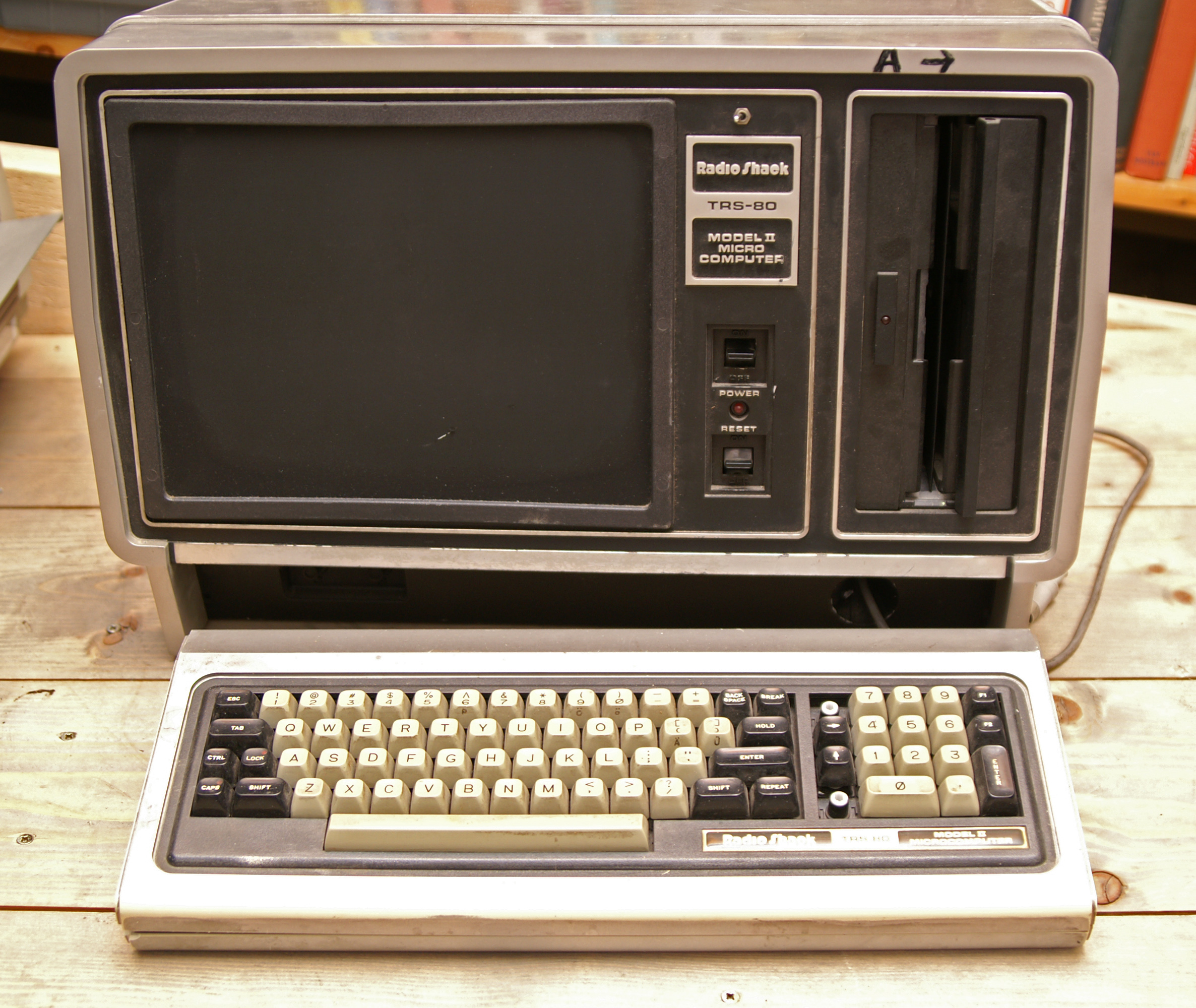
TRS-80 Model 2

- Tandy / Radio Shack的TRS-80（英语：TRS-80）

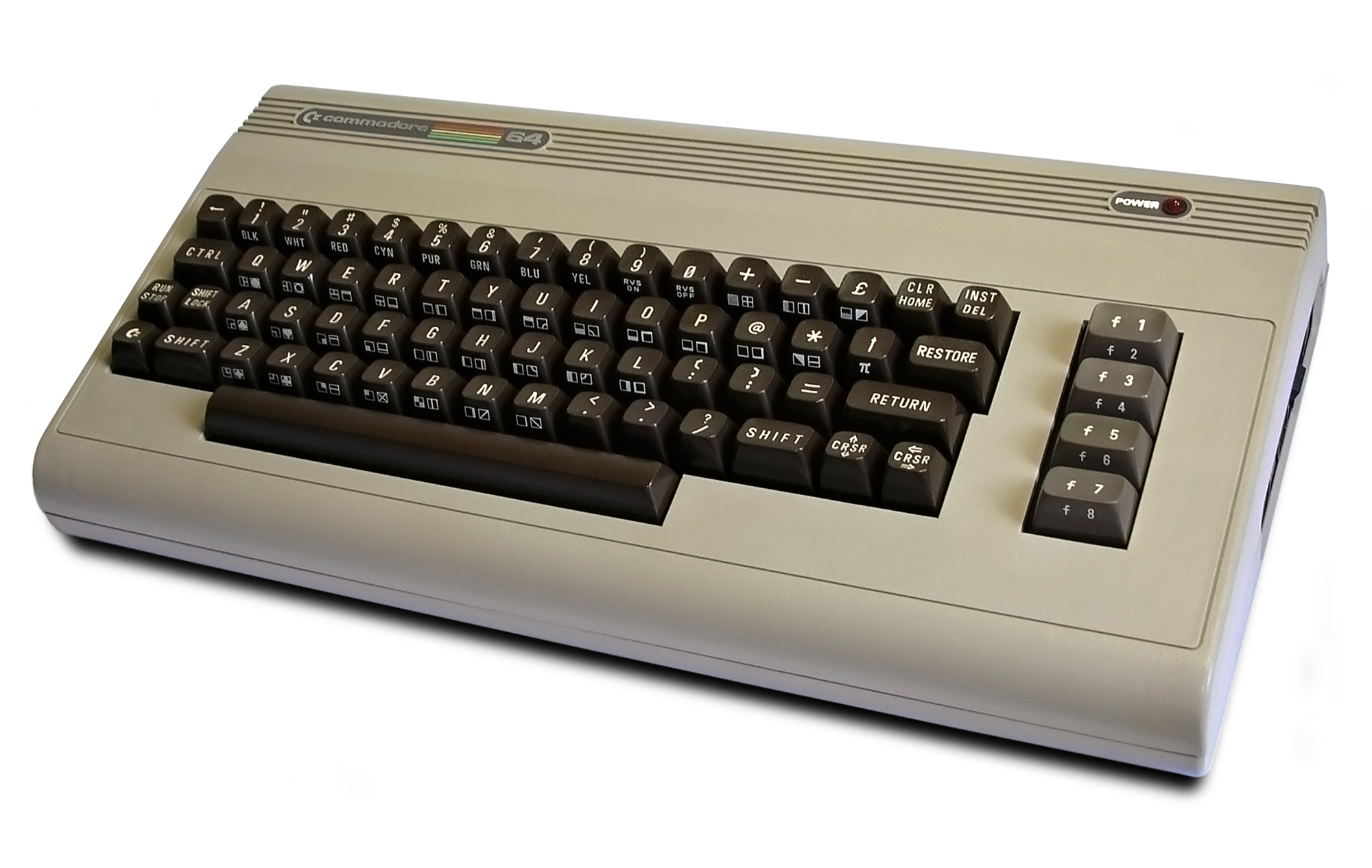
Commodore 64，銷售量最多的電腦機型

- Commodore公司的Commodore 64